# Arquus
Arquus, bis 2018 Renault Trucks Defense (RTD), ist ein französisches Unternehmen mit Sitz in Versailles, das leicht und mittelschwer gepanzerte militärische Radfahrzeuge herstellt. Es gehört seit Juli 2024 zur belgischen John Cockerill Group; zuvor war es seit 2001 Teil der schwedischen Volvo Group gewesen. Alle Produktionsstandorte befinden sich in Frankreich.

## Geschichte
Der Kraftfahrzeughersteller Renault stellte bereits im Ersten Weltkrieg Militärfahrzeuge her, so etwa den Panzer Renault FT. Renaults Nutzfahrzeugsparte Renault Trucks, die auch die Militärfahrzeugproduktion (Renault Trucks Defense, RTD) umfasste, wurde 2001 von der Volvo Group übernommen. 2006 erlangte RTD eine Mehrheitsbeteiligung an dem Militärfahrzeughersteller ACMAT, 2012 übernahm das Unternehmen zudem die ebenfalls in dem Bereich tätige Panhard General Defense.
2016 erklärte die Volvo-Gruppe, RTD verkaufen zu wollen. Im Herbst 2017 nahm die Konzernleitung von diesem Vorhaben aber wieder Abstand. Am 24. Mai 2018 wurde der Name des Unternehmens in Arquus geändert.
Im Sommer 2018 verfügte Arquus über neun Standorte in Frankreich; Anfang 2020 waren es noch vier. Mit Stand vom Mai 2023 sind die vier Produktionsstandorte Garchizy für Reparatur und Wartung sowie Herstellung gepanzerter Führerhäuser, Marolles-en-Hurepoix für die Montage und Lackierung neuer Fahrzeuge sowie Nachrüstung und Reparaturen, Saint-Nazaire für Schweiß- und Lackierarbeiten, mechanische und elektrische Arbeiten und anderes sowie Limoges für Logistik. Ein weiterer Standort war bis 2019 Saint-Germain-Laval im Département Loire. Die dortigen Aktivitäten, hauptsächlich Blechverarbeitung und Prototypenbau, sind seither ausgegliedert worden; das Werk arbeitet aber unter der Leitung des Zulieferunternehmens JOGAM weiter für Arquus.
Arquus’ Umsatz für das Jahr 2019 stieg nach Unternehmensangaben gegenüber dem Vorjahr um 38 % auf etwa 500 Millionen Euro, wobei die Absatzzahlen maßgeblich von Exporten nach Kanada (Lkw) und Kuweit (geschütztes Fahrzeug Sherpa Light), aber auch vom „Scorpion“-Erneuerungsprogramm der französischen Armee (Mannschaftstransporter VBMR „Griffon“) profitierten. Etwa ein Drittel des Umsatzes wurde über Wartungsverträge für französische Panzerfahrzeuge erbracht.
2021 verzeichnete das Unternehmen 569 Millionen Euro Umsatz und hatte 1232 Beschäftigte.

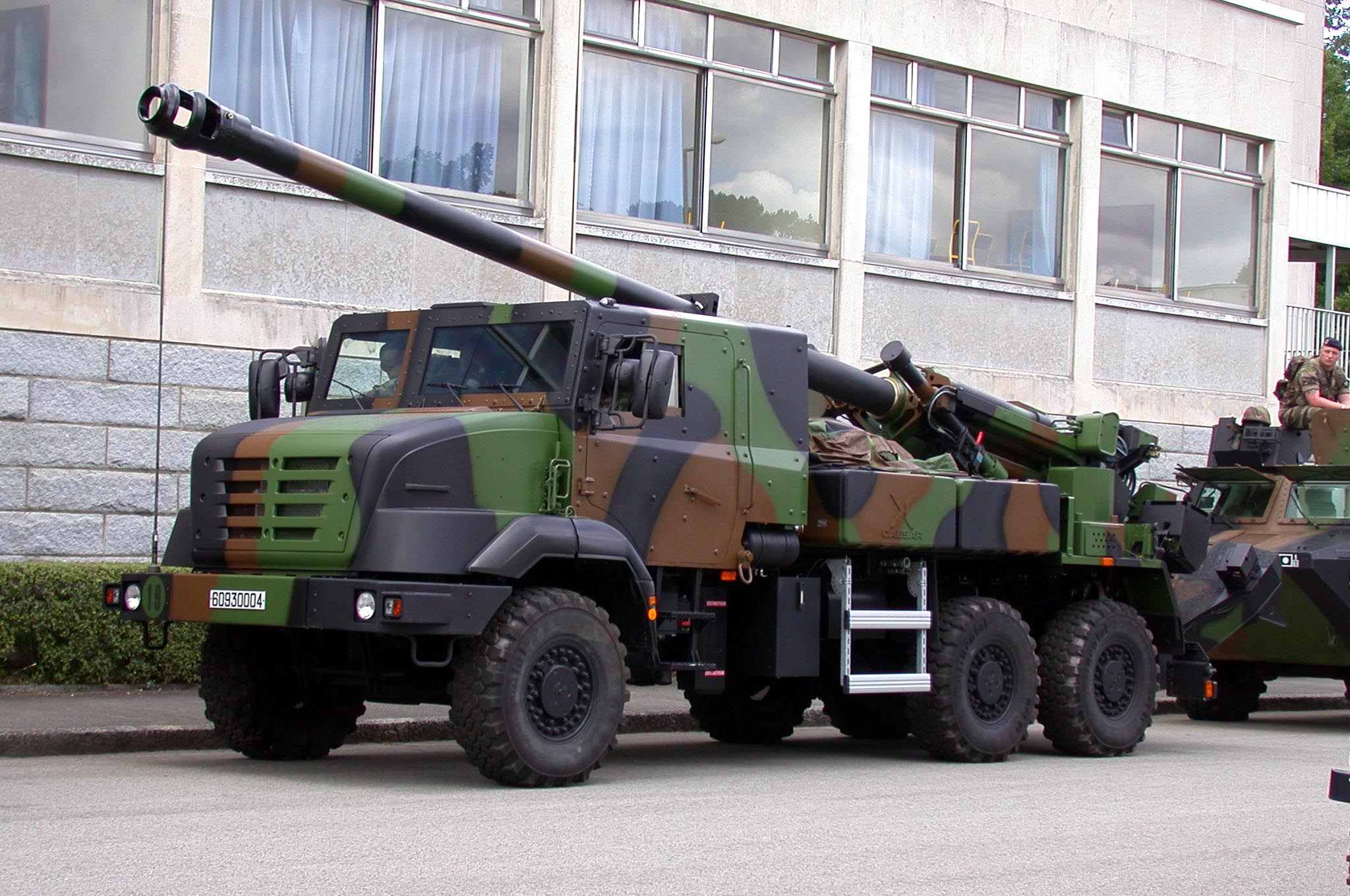
CAESAR auf RTD-Chassis (2009)

Seit Anfang der 2020er Jahre machen Arquus, das nach eigenen Angaben etwa 90 % der Panzerfahrzeuge des französischen Heers herstellt, verschiedene Umstände zu schaffen, darunter der Rückgang der Auftragszahlen für den Export, verursacht unter anderem durch das politisch bedingte Wegbrechen von Absatzmärkten in Afrika, etwa in Mali und Burkina Faso, und durch neue Konkurrenz aus Ländern wie der Türkei, Israel, Südkorea und Südafrika. Im April 2023 gab die französische Regierung unter dem Eindruck der stark gestiegenen Inflation und der Kosten für das Aufstocken der Nuklearstreitmacht des Landes zudem bekannt, trotz der gestiegenen Rüstungsanstrengungen infolge des russischen Überfalls auf die Ukraine 2022 die Anschaffung gepanzerter Fahrzeuge für den Zeitraum 2024 bis 2030 um mehrere hundert Exemplare gegenüber der bis dahin bestehenden Planung zu verringern. Allerdings wirkte sich zugunsten des Unternehmens die bereits 2019 von der Regierung beschlossene Aufstockung der Bestände der Haubitze CAESAR aus, für die Arquus die Lkw-Chassis herstellt. Nach Unternehmensangaben bestehen auch Schwierigkeiten bei der Suche nach Fachkräften und dem Erhalten von Know-how.
Anfang Juli 2024 übernahm die belgische John Cockerill Group Arquus. Die Transaktion war begleitet von einer Kapitalbeteiligung des französischen und des belgischen Staats von je 10 % an Cockerill.

## Fahrzeuge von Arquus und Vorgängerunternehmen

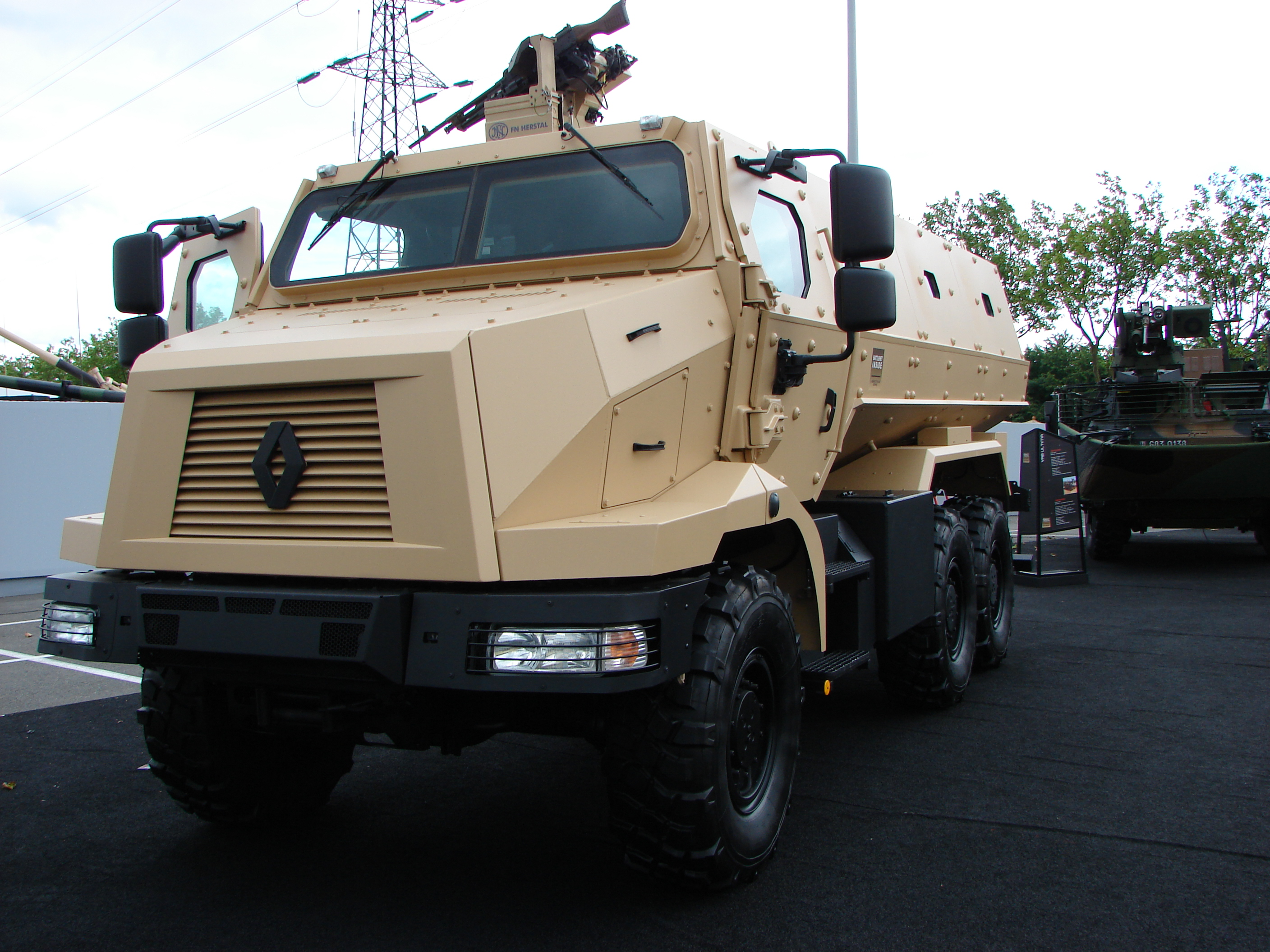
RTD Higuard (Eurosatory 2012)
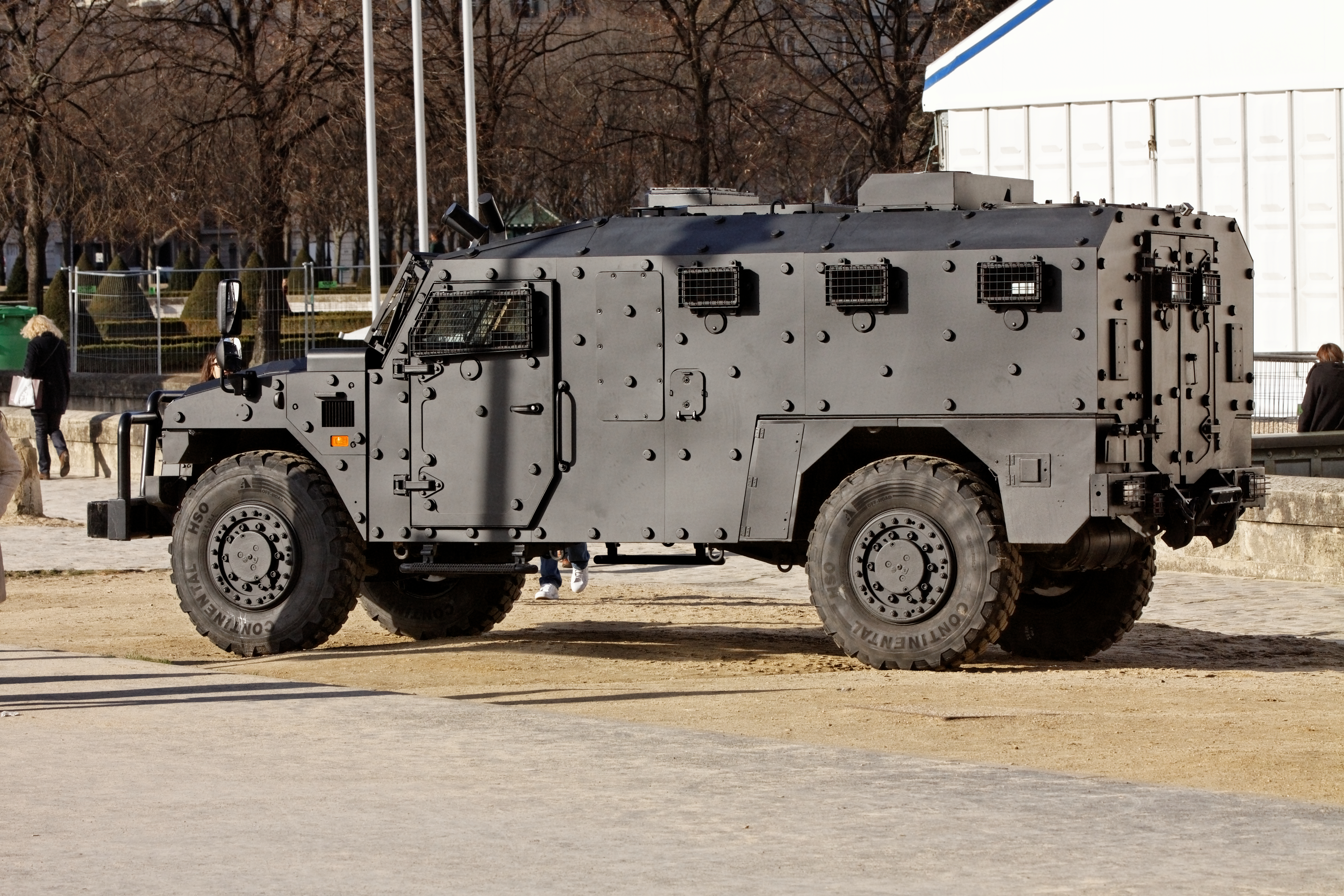
RTD Sherpa Light (2012)
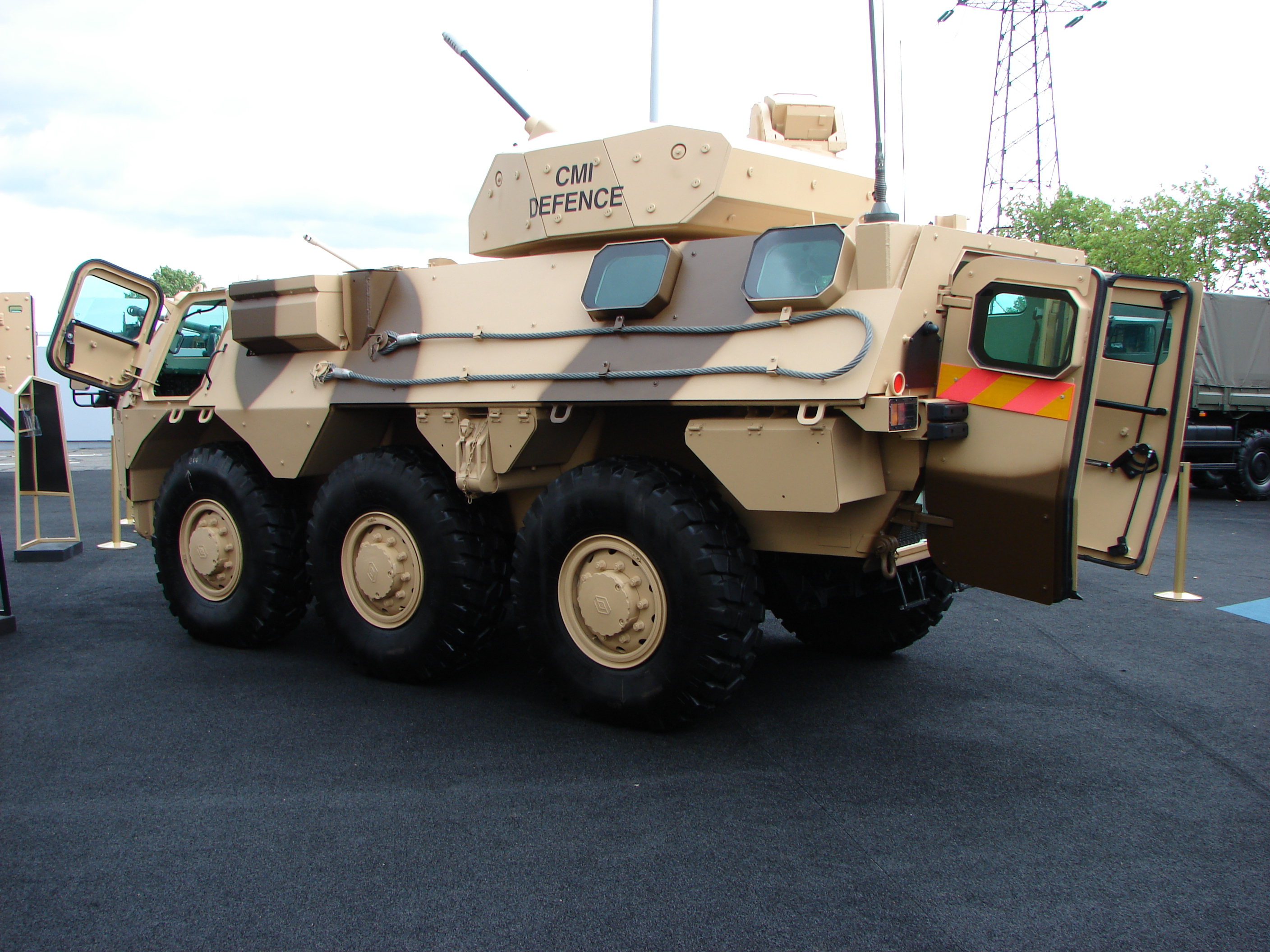
VAB 6×6 (Eurosatory 2012)
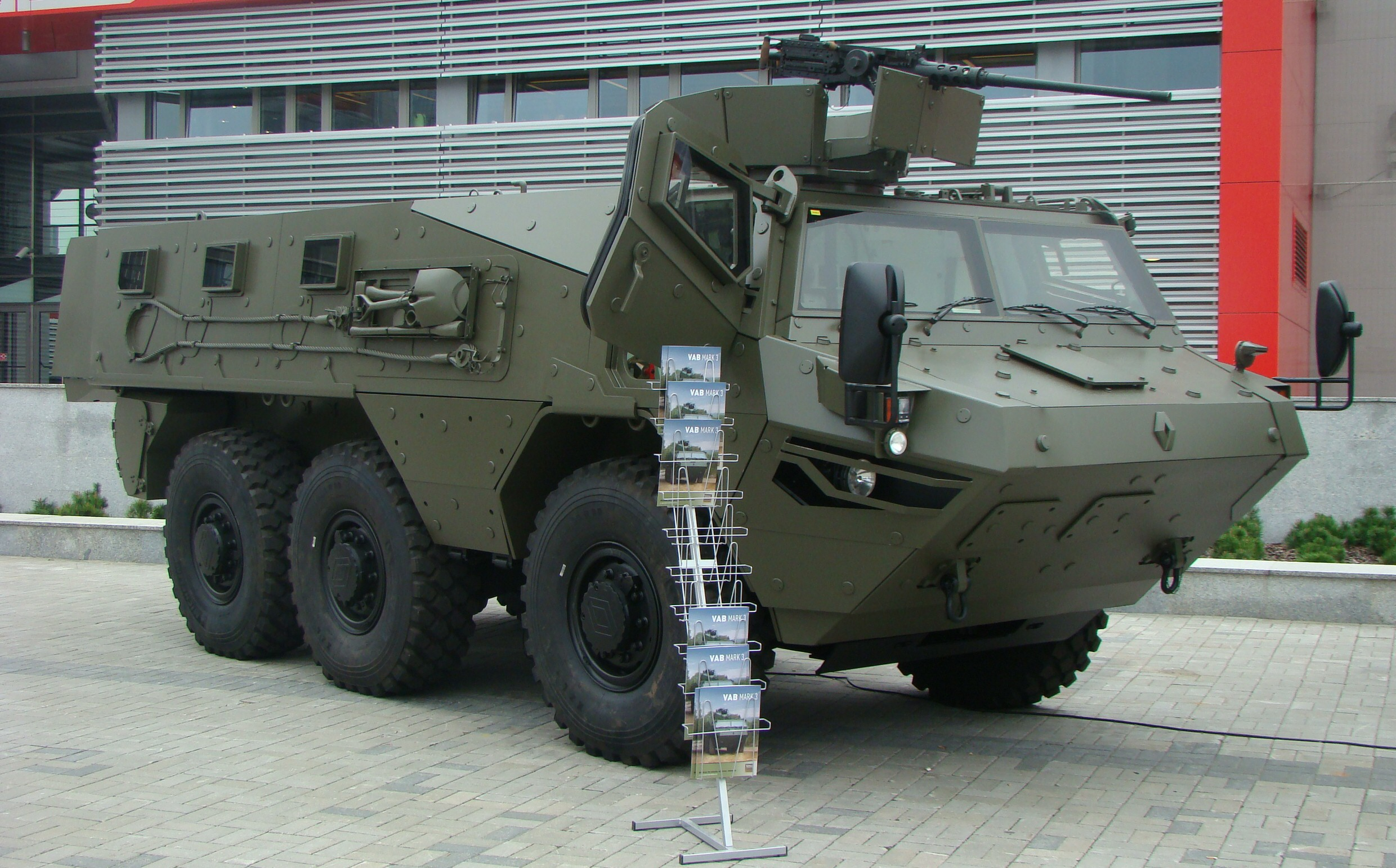
VAB Mk 3 (MSPO 2014)
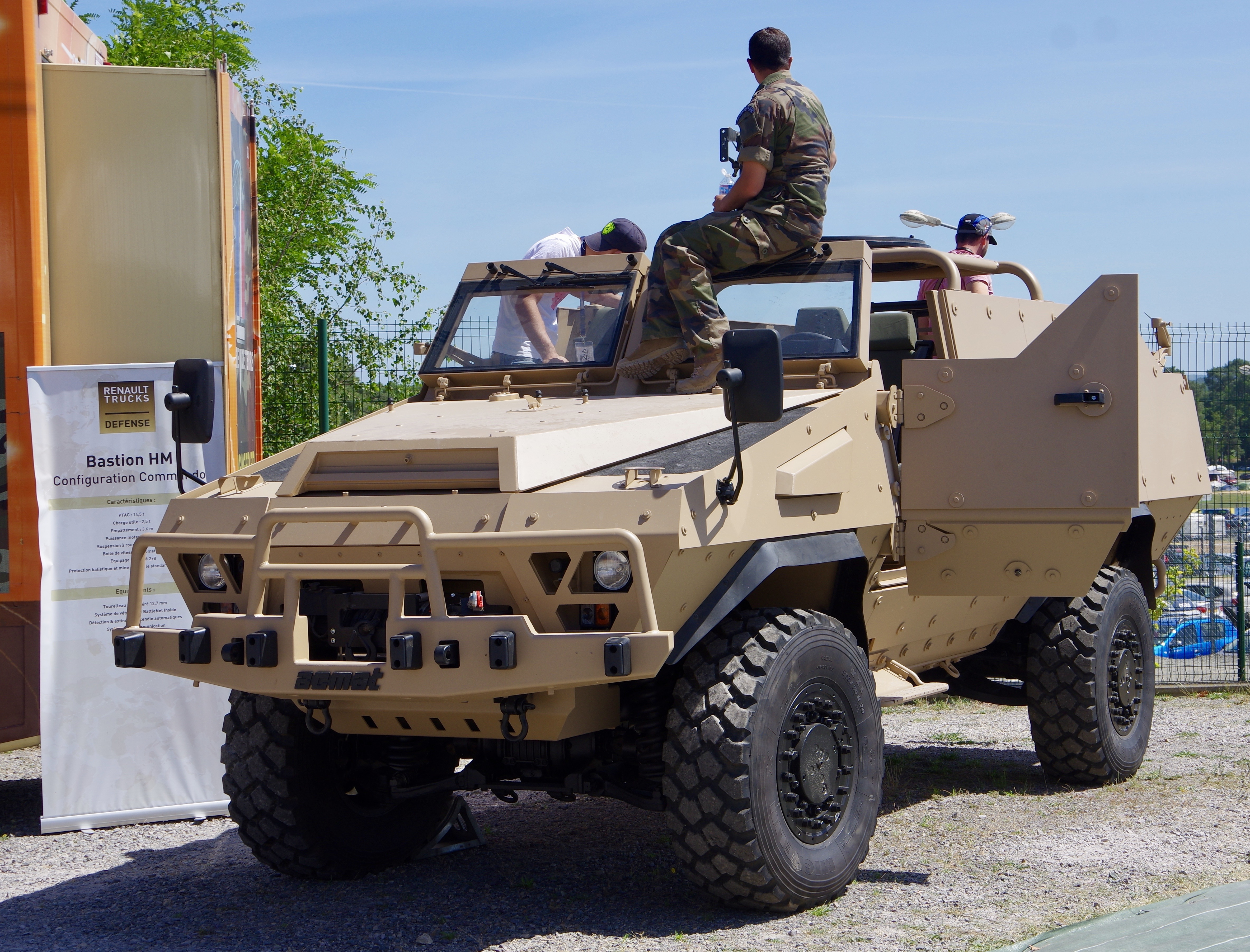
RTD Bastion Patsas (Le Mans 2017)
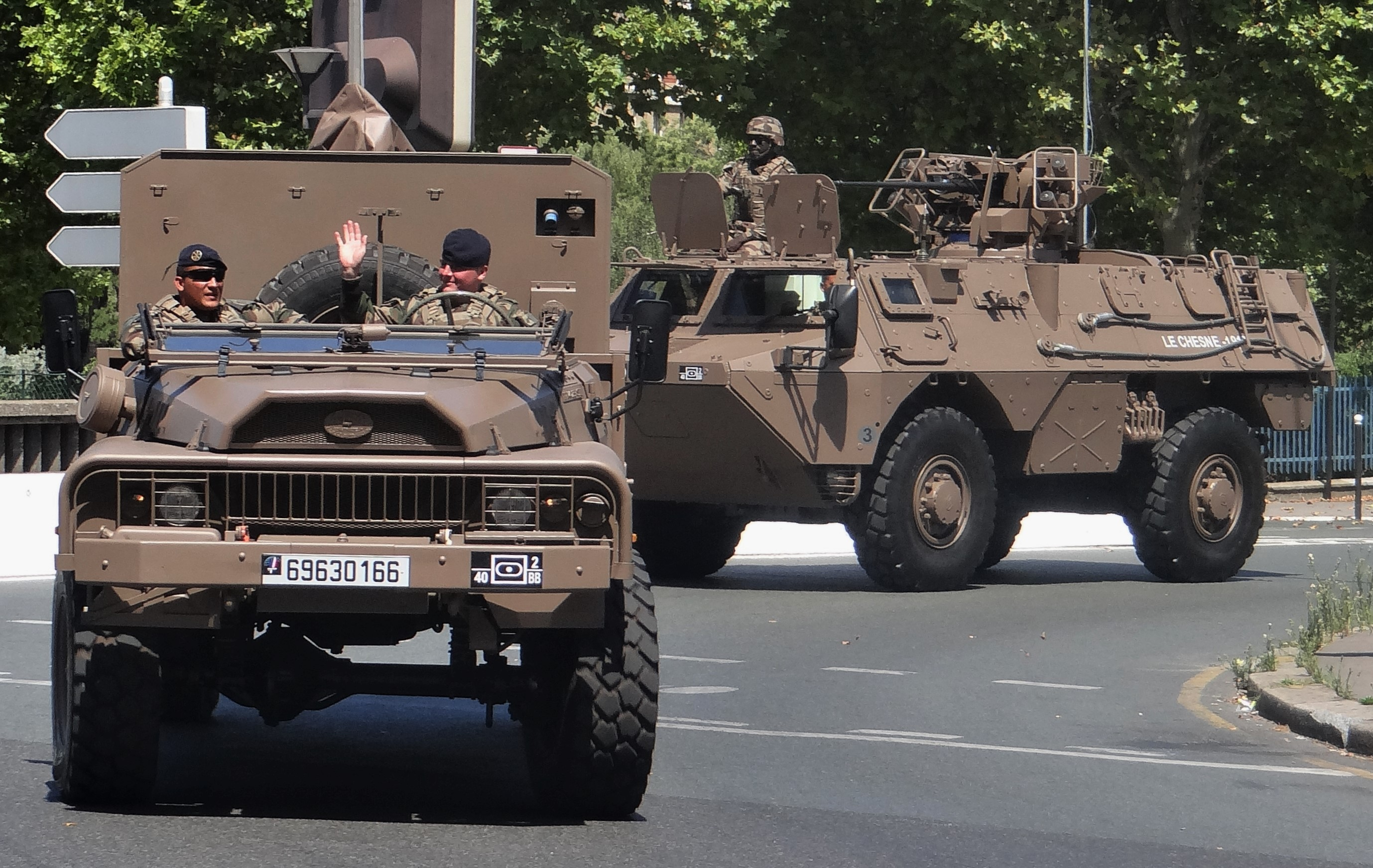
VLRA und VAB bei der Militärparade in Paris am 14. Juli 2022